# Сестрорецкий Разлив
Сестроре́цкий Разли́в — водохранилище на территории муниципального образования Сестрорецк, созданное во времена Петра I путём запруды реки Сестры и реки Чёрной. Площадь поверхности — 10,6 км². Объём воды — 0,015 км³.

## Описание
В 1721 году для обеспечения действия машин строящегося Сестрорецкого оружейного завода на реке Сестре в 2 км ниже впадения в неё Чёрной по проекту инженера Беэра была построена плотина, выше которой образовалось водохранилище (и Чёрная стала впадать уже в него).
Водохранилище «Сестрорецкий Разлив» входит в Культурно-историческое наследие Курортного района Санкт-Петербурга и в объект Всемирного наследия «Исторический центр Санкт-Петербурга и связанные с ним комплексы памятников».
Суммарный средний расход воды от питающих рек — 8 м³/с. Средняя глубина 1,6 м, изменяется в диапазоне от 0,9 (заросли камышей) до 5,5 м (под берегом Сестрорецкого технологического колледжа им. Сергея Ивановича Мосина) и остаётся неизменной с 1991 года. Границы водоёма зависят от уровня воды, регулируемого плотинами. При максимальном уровне в 9 м водоём затапливал территории окружающих болот и ближайших улиц города Сестрорецка. При минимальном уровне воды 6 м в Балтийской системе высот водохранилище сократится вдвое по площади и станет мелководным водоёмом. В настоящее время высота воды поддерживается в диапазоне 7,8—8,3 метра. На дне водоёма в местах ямного рельефа дна и фарватера, пройденного в конце 1960-х годов, накопилась большая толща жидкого вязкого ила. Большие площади первоначальных мелководий к северу от водохранилища за почти 300 лет существования превратились в Сестрорецкое болото.

## Берега
Северный берег озера низменный, болотистый, разрушается волновыми процессами. В 2008 году оформлена особо охраняемая природная территория Сестрорецкое болото. На западном берегу расположены город Сестрорецк, с памятником культурно-исторического значения регионального уровня охраны Сарай (мемориальный музей В. И. Ленина), рядом с домом революционера Н. А. Емельянова. Здесь у озера есть маленький залив, названный «Пруд имени В. И. Ленина». Надгробие Н. А. Емельянова на Сестрорецком кладбище является памятником культурно-исторического наследия федерального уровня охраны. На юго-восточном берегу культовое место советских времён музей «Шалаш Ленина» (здесь летом 1917 года Владимир Ильич Ленин скрывался в шалаше на берегу озера от преследований временного правительства). Территория комплекса музей «Шалаш» в настоящее время является памятником культурно-исторического значения с федеральным уровнем охраны.

## История

### XVIII век
1714 — Пётр I принял решение о месте строительства плотины и создании водохранилища.
1720 — «плотяной мастер» Венедикт Беер доложил об окончательном его решении строить плотину на крутом повороте реки Сестры, Пётр I в знак своего согласия водрузил на указанном месте флаг государства Российского. Плотина нужна была «дабы машины действием воды в движение приводились».
1723 — завершение строительства плотины на р. Сестре и создание водохранилища Сестрорецкий Разлив (под руководством В. Генина, М. Вырубова, Венедикта Беера).
1758 — прорыв плотины и снос паводковой водой нескольких корпусов завода.

### XIX век
1803 — разрушение весенней водой угла Петровской плотины и стен двух мастерских. Вода ушла по Гагаринскому ручью в Финский залив. Завод простоял до осени.
1804 — под руководством инженера-генерала Ф. П. Де-Волана (Francois Paul de Wollant) построена каменная 2-х пролётная плотина взамен деревянной Петровской.
1807 — прорыв берега водохранилища, чтобы спасти завод от затопления паводковой водой. Вода унесла по Гагаринскому ручью и по территории нынешнего стадиона завода им. Воскова большие массы грунта в Финский залив.
1830 — начало строительства плотины каменного перепада в русле ручья Гагарка (для сброса воды в период ремонта заводской плотины). Инженер Г.-Л. Дестрем.
1833 — плотина перепада разрушена первой же весенней паводковой водой. По пути вода снесла мост постройки 1812 года и много жилых домов. Проран заделан сплошной дамбой.
1837 — в журнале путей сообщения издаётся статья Г.-Л. Дестрема «Средства служащие к предупреждению и уничтожению фильтраций в гидравлических сооружениях».
1839 — создаётся система каналов и плотин на р. Сестре выше водохранилища (на Ржавой канаве), но первым же паводком 1840 г. плотины этой системы сносит.
1839—1863 — р. Сестра через Ржавую канаву (Граничный ручей) направлена напрямую в Финский залив, минуя водохранилище. Туда же с 1841 года направлялась излишняя вода р. Чёрной по временному деревянному водоспуску. Участок р. Сестры от водохранилища до Ржавой канавы получил у местного населения название р. Полозовка.
1863 — завершено строительство плотины Перепада под руководством инженера Р. Гаусмана. Плотина сохранилась до настоящего времени без изменений.
- Плотины водохранилища Сестрорецкий Разлив
- Остатки от плотины Дестрема
- Место прорыва дамбы в 1807 году
- Плотина Гаусмана в нижнем бьефе
- Плотина Гаусмана в верхнем бьефе

- Карты и планы Сестрорецкого Разлива
- План конца XVIII в.
- План конца XIX в.
- План Разлива в 1861 году
- План с границами России XIX век

1863—1866 — в инженерном журнале выходят статьи Р. Гаусмана о строительстве плотины и истории водохранилища и завода.
1723—1863 — в связи с недостатком воды для нужд завода, на р. Чёрной и р. Сестре создаётся каскад малых водохранилищ — Меднозаводское, в Дранишниках, в Графском и др. Первые два сохранились до настоящего времени.
1873 — для новых турбин подняли уровень воды в водохранилище на 60 дюймов, при этом затопили Разливную улицу, 272 дома, огороды и дворы.
1889 — построен водозабор и водоочистная станция завода (реконструирована в 1932 году на — 3500 м³/сутки).
1890-е годы — построена ГЭС на Сестрорецком заводе на 470 кВт⋅ч.
Конец XIX века — завод перешёл на паровые двигатели. Водохранилище потеряло своё первоначальное значение энергетического гидротехнического сооружения. В статье Амирханова Л. И., Рудаковой Л. П. «Сестрорецкий оружейный завод в XIX веке» (см. Литература) обосновывается, что это произошло в 1890—1892 годах, когда на Сестрорецком заводе были построены два паровых котла с поверхностью нагрева 7500 футов и установлены две горизонтальные паровые машины, а затем для нужд завода были приобретены газовые двигатели системы Отто-Дейца.

### XX век
- 15 июля 1928 года
- Памятник

1928 — 15 июля во время бури в Сестрорецком Разливе на лодочном пути из «Шалаша Ленина», в день его открытия, трагически погибли в водах озера сестроречане.
1934 — полное высыхание (по климатическим причинам) водохранилища.
1963 — вступила в строй Сестрорецкая водопроводная станция на 16 тыс. м³/сутки питьевой воды.
1961—1966 — земснарядом расчищена акватория (пройден фарватер) от моста возле ПТУ до водопроводной станции.
1962 — вышла в свет книга Давиденко А. И. «Сестрорецк: очерки по истории города» (Л., 1962), в которой большое внимание уделено истории Сестрорецкого Разлива.
1969 — гидрологическим институтом выпущена Краткая гидрологическая характеристика водохранилища «Сестрорецкий Разлив. Гидрологическая справка» (Л., ГГИ, 1969).
1972 — обобщены гидрологические изыскания по р. Сестре и р. Чёрной за период с 1940 по 1966 в работе «Ресурсы поверхностных вод СССР, Карелия и Северо-Запад». — Л., Гидрометеоиздат. 1972 г. т. 2, ч. 1.
1976 — выполнена работа ТЭО по предотвращению загрязнения и заболачивания оз. Сестрорецкий Разлив (Л., Гипрокоммунводоканал, 1976, 1-я редакция). Ведутся изыскания (бурение с отбором проб), проектируется удалить 16 млн м³ донного грунта.
1978 — то же вторая редакция, согласованная с ГОРСЭС, ГОСОХОТОЙ, ГЛАВРРЫБВОД.
1980 — для обеспечения г. Сестрорецка водой на период очистки Сестрорецкого Разлива строится водовод Парголово-Песочная-Новосёлки-Горская-Сестрорецк.
1982 — выполнена работа «Составление рекомендаций по оздоровлению оз. Сестрорецкий Разлив, заключительный отчёт АН СССР» (Л., Институт озероведения, 1982).
1982 — опубликованы исследования института озероведения в книге «Сохранение природной экосистемы водоёма в урбанизированном ландшафте» (Л., 1984, отв. ред. Е. А. Стравинская).
1987 — выполнена работа «Рабочий проект мероприятий по улучшению состояния р. Сестры Ленинградской области со схемой Генплана» (Л., Ленгипроводхоз, 1987).
1984—1988 — реконструкция плотины Перепада по проекту Ленинжпроекта, генподрядчиком — строительным управлением № 1 треста «Ленмостострой», который разобрал полностью плотину до фундамента и реставрировал её в прежнем виде, заменив только деревянные затворы на металлические.
1990 — по проекту ЛенНИИПГрадостроительства оформлен заказник Сестрорецкий Разлив.
1990 — Сестрорецкий Разлив внесён за № 25 в список объектов культурного и природного наследия г. Ленинграда под эгидой ЮНЕСКО.
1990 — гидрологический институт выполнил исследования состояния водосборной площади водохранилища.
1991 — НПС «Гидробалт» выполнил НИР «Анализ экологической обстановки оз. Сестрорецкий Разлив» и «Геологические изыскания на оз. Сестрорецкий Разлив с 1957 по 1983 гг.».
1991 — для предотвращения загрязнения реки Чёрная хозбытовыми и фекальными стоками начинает строиться канализационный коллектор Сертолово — Песочная — Новосёлки — Ольгино — Северные очистные сооружения.
1992 — ВНИИГС выполнил НИР «Расчёт различных вариантов работ, связанных с улучшением состояния озера Сестрорецкий Разлив», предложившую все возможные способы очистки водохранилища, в том числе и практически бесплатный, применявшийся на Разливе до 1890 года (руководитель — канд. тех. наук, ст. н. с. С. И. Подойников)
1995 — Сестрорецкий Разлив занесён в Красную Книгу природных охраняемых объектов г. Санкт-Петербурга и Ленинградской области. (сост. Носков)
1999 — выходят в свет книги В. В. Беликова «Искусственное водохранилище Озеро Сестрорецкий Разлив» и «Тайны озера Разлив».

### XXI век
2000 — Сестрорецкий Разлив прекращает быть постоянным источником питьевого водоснабжения и не используется водопроводной станцией даже как резервный.
2000 — на Сестрорецком Разливе стал регулярно 19 января проводиться обряд массового крещения «Иордан»
2001 — «Вести курортного района» № 12 публикуют статью О. Г. Растворовой «Как текла Сестра во времена Петра?» — исследование дающее истинную картину на положение рек до создания водохранилища Сестрорецкий Разлив.
- Иордан
- Вид Иордана до 1917 года
- Иордан до 1917 года
- Иордан 2009 год
- 19 января 2009 года

2004 — в октябре был благоустроен пляж Северный, на ограниченной акватории. Благоустройство акватории осуществлялось путём углубления дна водоёма до глубины 2—2,5 м при НПУ=8,2 м. Углубление дна осуществляли экскаватором кратной перевалкой и частичной перевозкой песка со дна до берегов пляжа и подсыпкой территории пляжа, с её увеличением по площади в несколько раз. Работы выполнены по заказу Христианско-экологического движения (ХЭД). Проект и изыскания разработаны ГУП «Юго-Западный экологический пост».
- Пляж «Северный» в Сестрорецке
- Отель
- Пляж
- Кафе на природе
- Пляж и отель «Тайм-Аут»

2005 — А. И. Резников. «Формирование гидрологических объектов в низовьях рек Сестры и Чёрной в историческое время. Динамика изменения берегов».
2006—2007 — выполнены работы по реконструкции «Заводской плотины». Были укреплены дно и стенки канала имени Петра I. При этом радиальная форма дна заменена на плоскую. Нижний слив воды под поднимавшиеся затворы заменён на верхний каскадный перелив с регулированием расхода воды 2 задвижками 100 мм в шпунтовом заграждении. Типовая технология для отстойников. Значительно сокращён расход воды, пропускаемый по реке «Заводская Сестра».
2007 — успешно прошли общественные слушания по проекту создания особой охраняемой территории «Сестрорецкое болото», по Генеральному плану Санкт-Петербурга 2005 года.
2008 — принято решение полностью прекратить резервное использование воды Сестрорецкого Разлива в качестве питьевой. Начато строительство дополнительного трубопровода невской питьевой воды аналогично работам 1980 года, в том числе и для обеспечения водой автомобильного завода «Хёндэй».
2010 — постановление местной администрации муниципального образования города Сестрорецка от 13 августа 2010 № 15-а о выполнении работ по очистке прибрежной зоны озера Разлив в объёме 1,3 миллиона рублей
2009—2011 — по инициативе Муниципального совета города Сестрорецка проводятся работы по обследованию состояния Разлива студентами и преподавателями кафедры «Техносферной безопасности» СПб государственного университета аэрокосмического приборостроения. Берутся пробы вод и грунта, проводится мониторинг. Цель — использовать донные грунты (илы) в сельском хозяйстве.
2012 — начался ремонт водосливного канала имени Петра Великого от заводской плотины до ГЭС Сестрорецка
29 декабря 2012 — «Радио-Вести» сообщили, что в присутствии губернаторов Ленинградской области и Санкт-Петербурга канализационные стоки города Сертолово (5 млн м³ в год) перенаправлены со сброса в реку Чёрная (Сестрорецкий Разлив), по канализационному коллектору на Северные очистные сооружения в посёлке Ольгино. Ранее в 2010 году по этому же коллектору канализация посёлка Песочный направлена на Северные очистные сооружения. Река Чёрная, впадающая в Сестрорецкий Разлив должна стать чистой.
2013 год — для наблюдений за плотиной Гаусмана и плотиной заводской гидроэлектростанции установлены видеокамеры и ночное освещение. Запись наблюдения выведена на пост местной полиции.
7 июня 2013 — торжественно открыта заводская плотина после реконструкции водосливного канала и ликвидации шпунтовой перемычки на озере. Расход воды может достигать до 2 м³/с, согласно пропускной способности мостов на территории завода.
2014 год, 11 ноября — состоялось заседание профильной комиссии по экологической защите населения Законодательного собрания Санкт-Петербурга, установившее, что озеро обладает способностью к самоочищению, однако исследования проводятся ради исследований, институт озероведения РАН установил рост объёмов сине-зелёных токсичных водорослей.

## Характеристика бассейна водосбора
Основными питающими источниками являются реки Сестра и Чёрная. На соответствующих страницах даны параметры этих рек по пунктам характеризующим основную часть (90 %) водосбора (390 км² + 88 км²). В бассейн реки Сестры входят крупные озёра: Люблинское, М. Симагинское, Щучье, Чёрные. Пасторское, Заводское. В бассейне р. Чёрная находятся озёра: Елизаветинское, Сарженское, Меднозаводской Разлив, Светлое, Сертоловские. Обе реки имеют притоками десятки ручьёв. Общая площадь водосбора 566 км².
Антропогенная нагрузка исходит от следующих населённых пунктов: г. Сертолово (без очистных), п. Песочный, п. Ленинское, в меньшей степени п. Белоостров. Остальные населённые пункты, расположенные в бассейне водосбора, оказывают незначительное влияние на загрязнение водоёма.
В центре п. Белоостров в Сестру впадает ручей Серебряный, который в XXI веке стал мощным загрязнителем реки Сестры и Сестрорецкого Разлива.
Территории, непосредственно прилегающие к границам озера с южной, восточной и северной стороны, отличаются высокой обводнённостью и заболоченностью.
Комитетом по экологии и охране окружающей среды правительства Санкт-Петербурга установлены обременения на хозяйственное использование прибрежных территорий в виде водоохранной зоны шириной 200 метров от уреза воды водохранилища.

## Гидрохимия
Минерализация поверхностных вод во многом определяется фазой водного режима и может изменяться в широких пределах. В момент прохождения пика весеннего половодья общая минерализация (13,9 мг/л) и содержание отдельных ионов невелико. По мере уменьшения расходов воды, на спаде весеннего половодья возрастает как сумма ионов (55,0 мг/л), так и содержание всех растворённых элементов, достигая своих максимальных величин в периоды летней и зимней межени. Воды рек, озёр и водохранилищ относятся в основном к гидрокарбонатному классу, группе Са++. За последние десятилетия общая минерализация возросла примерно в десять раз, оставаясь в пределах маломинерализованной воды. Тем не менее, это свидетельствует о росте хозяйственной деятельности.
| Дата           | РН             | сумма          | HCO3           | SO             | Cl             | NO3            | NO2            | Ca             | Mg             | NO+K           | HCO3           | SO4            | Cl             | NO3            | NO2            | Ca             | Mg             | Na+К           |
| 29.5.61        | 6.6            | 32.6           | 25.6           | 15.6           | 8.8            | *              | —              | 26.7           | 11.1           | 12.2           | 14             | 6.8            | 2.8            | 0.2            | —              | 4.8            | 1.2            | 2.8            |
| 31.5.54        | 6.6            | 25             | 37.9           | 9.1            | 3              | —              | —              | 28.8           | 13.6           | 7.6            | 15.3           | 2.7            | 0.8            | 0.05           | -              | 3.8            | 1.1            | 1.2            |
| 16.4.60        | —              | 27             | 11.2           | 28.8           | 8.8            | 1.2            | -              | 28.8           | 15             | 6.2            | 5.5            | 11.1           | 2.5            | 0.62           | -              | 4.6            | 1.5            | 1.2            |
| 9.5.55         | —              | 13.7           | 10.0           | 30.0           | 5.0            | 5.0            | -              | 25.0           | 10             | 15             | 2.4            | 5.6            | 0.6            | 1              | −              | 2.1            | 0.5            | 1.5            |
| 17.7.61        | 6.9            | 53.8           | 32.6           | 8.3            | 9.1            | —              | —              | 22.2           | 11.8           | 16             | 28.7           | 5.9            | 4.6            | 0.3            | −              | 6.4            | 2.1            | 5.8            |
| 8.7.57         | 6.9            | 37.1           | 39.6           | 6.2            | 4.2            | —              | —              | 23.0           | 13.5           | 13.5           | 23.2           | 3.1            | 1.5            | 0.1            | −              | 4.4            | 1.6            | 3.2            |
| 22.2.60        | 6.6            | 54.2           | 33.3           | 9.7            | 6.3            | 0.7            | -              | 22.9           | 10.4           | 16.7           | 29.3           | 6.5            | 3.2            | 0.75           | -              | 6.6            | 1.8            | 6.0            |
| 28.2.55        | 6.2            | 30.8           | 31             | 10.7           | 7.1            | 1.2            | -              | 26.2           | 14.3           | 9.5            | 15.9           | 4.5            | 2.0            | 0.5            | −              | 4.4            | 1.5            | 2.0            |
| * — нет данных | * — нет данных | * — нет данных | * — нет данных | * — нет данных | * — нет данных | * — нет данных | * — нет данных | * — нет данных | * — нет данных | * — нет данных | * — нет данных | * — нет данных | * — нет данных | * — нет данных | * — нет данных | * — нет данных | * — нет данных | * — нет данных |
| -------------- | -------------- | -------------- | -------------- | -------------- | -------------- | -------------- | -------------- | -------------- | -------------- | -------------- | -------------- | -------------- | -------------- | -------------- | -------------- | -------------- | -------------- | -------------- |

## Геологическое строение
В геолого-структурном отношении территория Сестрорецкого Разлива расположена на северо-западной окраине Русской плиты граничащей с Балтийским щитом гранитных пород. Этот щит является фундаментом осадочных пород мощность которых составляет 150 м. Осадочные породы представлены вендскими, кембрийскими и четвертичными образованиями. Стратиграфия района приведена в соответствии с утверждённой в 1999 году Легендой Ильменской и Онежской серии листов государственной гидрогеологической карты РФ масштаба 1:200000.
Горные породы представлены снизу — вверх:
Архейско-нижнепротерозойские отложения кристаллического фундамента состоят из биотитовых и амфиболитовых гнейсов, сланцев, прорванных гранитными интрузиями. В кровле кристаллические породы разрушены и трещиноваты. Глубина этих пород 149—159 м.
Вендская система представлена отложениями старорусской свиты редькинского горизонта и котлинской свитой. Сложены песчаниками, алевролитами, и аргиллитами. Мощность этого слоя до 80 м. Ранее эти породы назывались Гдовским горизонтом. Залегают они на эродированной поверхности фундамента и перекрыты толщей верхнекотлинских глин и песчано-глинистыми четвертичными отложениями.
Верхнекотлинская подсвита представлена глинами развитыми на обширной территории, выклиниваясь на северо-запад. Глины серые плотные с прослоями песчаников. Глубина залегания, увеличиваясь в южном направлении достигает 50 м.
Четвертичные отложения залегают сплошным покровом мощностью от 0 до 60 м. Максимальные мощности образований четвертичного возраста приурочены к переуглублённым древним долинам и достигают 80—150 м. Выделяются моренные, озёрные, озёрно-аллювиальные, водно-ледниковые, флювиогляциальные и морские образования. Современные отложения подразделяются на две группы: морские образования, возникшие в результате эволюции Балтийского моря, и континентальные отложения (озёрные, аллювиальные, болотные). Непосредственно под водохранилищем четвертичная система представлена песками мелкозернистыми, среднезернистыми с гравием, озёрно-ледниковыми супесями, верхнечетвертичными ленточными глинами, литориновыми глинами и моренными глинами с гравием, галькой и валунами.

## Гидрогеология
Участок Сестрорецкого Разлива входит в состав Ленинградского артезианского бассейна, имеющего сток в Балтийское море. Вместе с нарастанием осадочного чехла с северо-запада на юго-восток увеличивается количество водоносных комплексов и горизонтов. Финский залив является региональным базисом дренирования и разгрузки движения подземных вод.

## Физиография
Ландшафт окрестностей г. Сестрорецка постоянно подвергается сильным воздействиям северо-западных ветров.
Исследования архивных данных свидетельствуют, что через узкую территорию между Финским заливом и р. Сестрой перекатывались, выносимые волновым прибоем из залива дюны песка или так называемые «летучие пески». Их движение на восток задерживалось рекой Сестрой, которая пробивалась через эти дюны к Финскому заливу. При этом песок рекой вымывался обратно в залив — своеобразный «круговорот песка».
Вмешательство человека в естественный ход природного процесса (строительство водохранилища) привело к размыву берегов Финского залива, не пополняющегося песком, который задерживается водохранилищем. Произошло полное заиление древних русел рек Сестры и Чёрной на акватории водохранилища и прилегающего к нему Сестрорецкого болота. По данным скважин ГРИИ и ВНИИГС установлены параметры глубин и дна водохранилища.
Уровень воды в водохранилище регулируется. В зависимости от климатических условий или хозяйственных задач за последние 15 лет абсолютные отметки изменялись от 7,8 м до 8,5 м. Установлено, что по климатическим условиям водосбора водохранилище реагирует изменением уровня воды через двое суток.
Плотина «Перепада» сбрасывает воду по руслу ручья Гагарка. Девять затворов длиной 2,33 м каждый состоят из двух задвижек высотой 1,25 м каждая. При верхней отметке затворов 8,5 м нижняя отметка составит 6,0 м. Ниже этой отметки устанавливается «мёртвый объём» водохранилища, который никогда не мог быть слит и который с 1723 года заилился. Дно рек, принимающих воду непосредственно за плотинами установился на отметках 0,0 — 0,5 м (Балтийская система высот). Отметки рек при впадении в озеро и в узких местах водохранилища (под мостом, между подводными дюнами) установились на уровне 5,2-5,5 м. Б. С., что соответствует глубине от 3 до 4 метров.
Перепад при открытии всех 18 задвижек составляет 148 м³/с. За последние 20 лет открывалось не более девяти верхних задвижек в период весеннего паводка, обеспечивавшие расход не более 40 м³/с. Максимальные паводковые расходы воды наблюдавшиеся за последние 50 лет по рекам Сестра и Чёрная, питающих водохранилище соответственно 73 и 77 м³/с, что в сумме при самом неблагоприятном стечении обстоятельств даст 150 м³/с. Таким образом плотина Гаусмана с заводской плотиной обеспечивают безопасный пропуск паводковых режимов.

## Заиление водохранилища
Заиление водохранилища это потеря объёма воды за счёт роста абсолютных отметок дна. Причины: поступление с водосбора взвешенных наносов, ветровой перенос летучих песков с суши, выпадение в осадок химических соединений, биомасса водной растительности, размыв берегов волновыми процессами, вымывание торфа из под плавающих болот, которые условно находятся за границей водохранилища.
Нагрузку на водоём оказывают развитая высшая водная растительность: тростник, камыш, хвощ, рогоз, кувшинка, кубышка, ряска, осока, ирис, и т. д. более 30 видов. Животный мир представлен водоплавающими видами: ондатра, норка, бобр, нутрия и др. Более 90 видов птиц: глухарь, тетерев, утка, гусь и др.
Суммарный объём донных наносов около 30 млн м³ определился как разница отметок дна водохранилища в 1991 году и на момент его создания в 1723 году Отметки низа наносов (илы) определялись по данным разведочного бурения ГРИИ в 1976 году. Полученные данные согласуются с динамикой русловых процессов рек и соответствуют отметкам рек за плотинами.
Мощные накопления жидкого, вязкого, засасывающего ила установлены работой в районе городского плёса возле погребённой плотины Деволана; под крутым берегом ПТУ-120; на офицерском пляже (Петровская наб.) от пожарного водозабора у моста, вдоль фарватера теплоходного маршрута Сестрорецк-Шалаш, до магазинной улицы; у канализационных выбросов водопроводной станции; во всех местах произрастания камыша и тростника. Во время купания нырять в этих местах смертельно опасно (ил засасывает ноги, как на болоте). Жертвы бывают ежегодно. Накоплению ила способствуют Плотины водохранилища Сестрорецкий Разлив, построенные в 1987 и 2005 годах и полностью перекрывшие сток нижнего слоя вод гиполимниона. Водохранилище стало работать в режиме отстойника.

## Природа
В озере Разлив несмотря на поступление большого количества загрязняющих веществ из впадающих в него рек, до сих пор сохраняется рыбное разнообразие, среди прочих там водятся: щука, окунь, ёрш, плотва, судак, лещ, густера, карп.

### Состав фитопланктона Сестрорецкого Разлива[18]
| Наименование разновидности | Количество видов |
| Cyanophyta                 | 31               |
| Chrysophyta                | 7                |
| Pyrrophyta                 | 4                |
| Bacillariophyta            | 58               |
| Chlorophyta                | 67               |
| Xanthophyta                | 1                |
| Euglenophyta               | 19               |
| Всего:                     | 187              |

С сентября 1982 года специалисты Ленинградского института ядерной физики им. Б. П. Константинова Академии наук СССР (ЛИЯФ) регулярно отбирали пробы сине-зелёных водорослей, и изучали влияние вытяжки экстракта гепатотропного токсина в количестве 0,1 мг на 1 кг веса на жизнедеятельность животных. Опыты показали, что введение в организм мышей этого экстракта из Сестрорецкого Разлива поражает печень и вызывает гибель лабораторных мышей в течение часа. Это говорит о возможной опасности использования воды данного водоёма в народнохозяйственных целях, о чём ЛИЯФ информировал регулярно Сестрорецкий Совет Народных Депутатов, СЭС Сестрорецкого района и Экологическую комиссию Ленсовета.

## Результаты бактериологических анализов[20]
| № п/п | Микр. числ. | Коли инд. | Инд.escler.coli | Ин. энторополка |
| 23    | 730         | 2400000   | -               | 240000          |
| 24    | 220         | 7000      | 2400            | до 50           |
| 25    | 80          | 230       | до 50           | до 50           |
| 26    | 120         | 2400      | 2400            | 90              |
| 27    | 700         | 700000    | 2400            | до 50           |
| 28    | 520         | 700000    | -               | 2900            |
| 29    | 580         | 240000    | 7000            | 210             |
| 30    | 205         | 2400      | 620             | до 50           |
| 31    | 60          | 7000      | 2400            | до 50           |
| 32    | 830         | 2400000   | 700000          | 240000          |
| ----- | ----------- | --------- | --------------- | --------------- |

№ 23, 32 устье реки Чёрной; 24, 31 центр озера; 25, 30 у водопроводной станции; 26, 29 пляж Северный; 27, 28 устье реки Сестры.
Патогенных энторобактерий не обнаружено. Индекс стафиллокока менее 50. Индекс БОЕ = 0.
| № п/п | Микр.числ. | Коли инд. | Инд.escler.coli |
| 1     | 730        | 240000    | 240000          |
| 2     | 780        | 700000    | 700000          |
| 3     | 520        | 240000    | 70000           |
| 4     | 155        | 700000    | 13000           |
| 5     | 140        | 240000    | 2400            |
| ----- | ---------- | --------- | --------------- |

№ 1 устье реки Чёрной; 2 центр озера; 3 у водопроводной станции; 4 пляж Северный; 5 устье реки Сестры.
Индекс БОЕ = 0

### Результаты гидрохимических и гидробиологических анализов[21]
| Показатели по станциям                | 1     | 2     | 3     | 4      | 5     |
| рН                                    | 6,7   | 6,82  | 6,63  | 6,82   | 6,65  |
| цветность, гр. Р1-Со шкалы            | 69    | 72    | 68    | 68     | 67    |
| Взвеси, мг/л                          | 1,1   | 1,1   | 1,1   | 1,4    | 1,3   |
| Содержание кислорода, мг/л            | 9,49  | 7,19  | 10,61 | 12,48, | 9,08  |
| Сод. кислорода, % насыщения           | 65    | 50    | 73    | 86     | 63    |
| БПК-5, мг О /л                        | 1,4   | 1,73  | 0,88  | 1      | 0,8   |
| Бихромат. окисляемость, мгО/л         | 23,3  | 36,61 | 19,99 | 19,97  | 19,97 |
| Содержание фосфора минерального, мг/л | 0,028 | 0,195 | 0,016 | 0,014  | 0,025 |
| Сод.фосфора общего, мг/л              | 0,052 | 0,272 | 0,042 | 0,051  | 0,062 |
| Сод. азота NH 4+                      | 0,13  | 1,37  | 0,1   | 0,07   | 0,12  |
| Сод.азота NO 2-                       | 0     | 0,033 | 0     | 0      | 0     |
| Сод.азота NO 3-                       | 0,48  | 0,685 | 0,44  | 0,435  | 0,43  |
| ------------------------------------- | ----- | ----- | ----- | ------ | ----- |

| Показатели по станциям                        | 1   | 2   | 3   | 4    | 5    |
| Содержание хлорофилла «а»                     | 1,5 | 1,6 | 1,2 | 1,25 | 1,05 |
| Численность бактериопланктона (млн.кл.на мл.) | 2,7 | 5,1 | 1,7 | 2,2  | 2    |
| Численность зоопланктона (экз./м³)            | 57  | 114 | 137 | 279  | 30   |
| в том числе ROTATORIA                         | -   | -   | -   | -    | 2    |
| Nauplii                                       | -   | -   | -   | -    | 9    |
| CALANDIDA                                     | -   | -   | 13  | -    | -    |
| CYCLOPOIDA                                    | 57  | 114 | 119 | 279  | 11   |
| CLADOCERA                                     | -   | -   | 4   | -    | 7    |
| Численность зообентоса (экз/м²)               | 840 | 120 | 800 | 820  | 760  |
| в том числе олигохеты                         | 20  | 20  | 20  | 80   | 560  |
| двусторонние моллюски                         | 60  | 20  | -   | -    | -    |
| подёнки                                       | 100 | -   | -   | -    | -    |
| водные клещи                                  | 80  | -   | 60  | -    | 20   |
| мокрецы                                       | -   | -   | 180 | -    | 20   |
| подсемейс. комаров-звонцов Chironominae       | 520 | 80  | 500 | 640  | 160  |
| Tanypodinae                                   | 60  | -   | 40  | 100  | -    |
| --------------------------------------------- | --- | --- | --- | ---- | ---- |

### Высшая водная растительность Сестрорецкого Разлива
Состав высшей водной растительности определён в работе
Во флоре водоёма изучено около 30 видов растений данного вида. В том числе 7 — погружённые в воду, 9 — плавающие, 14 — водно-болотные (надводные). Растения наблюдаются в основном на глубинах до 1 м в закрытых от ветра заливах или в зарослях камыша и тростника (хвощ, кувшинка, кубышка, элодея канадская, рдест, ежеголовник злаколистный, роголист), редко до 1,9 м на открытых пространствах (камыш, тростник). В период вегетации с мая по ноябрь растения покрывают до 20 % (2 км²) мелководной площади водоёма, создавая красивый пейзаж мнимых островов и место уединения водоплавающей птицы.
Зимой являются защитой от ветра для любителей подлёдной рыбалки. В период ледохода акватория водохранилища полностью очищается от водной растительности, которая со льдом уносится в акваторию Финского залива. Запас фитомассы составляет в сыром виде до 1000 тонн. Часть этой массы оседает в заливах озера, создавая илистые отложения дна. С 1920-х годов выкашивание высоких растений не производится.
За последние 20 лет увеличения площади зарастания не наблюдается, что характеризует водохранилище как стабилизировавшийся эвтрофировавший водоём. Основная масса растений приурочена к дельте реки Сестры, воды которой богаты примесями соединений азота и фосфора (совхоз в п. Ленинское). В дельте реки Чёрной растения отсутствуют, что можно объяснить агрессивным составом воды, богатой хозбытовыми стоками (г.Сертолово Ленинградская область, п. Песочный Санкт-Петербург)

### Птицы Сестрорецкого Разлива и его окрестностей
Развитая флора создаёт предпосылки для хороших условий пребывания птиц на акватории озера и в его окрестностях. Благополучие орнитофауны выражается в наличии более 45 % видов птиц Ленинградской области. В том числе 77 видов гнездятся, остальные 22 пролётные.
Над водоёмом мигрируют перелётные птицы, останавливающиеся для отдыха и кормёжки. В период гнездования и яйцекладки наблюдается агрессивное поведение птиц (чайки, бакланы, вороны) в отношении других животных и людей, приближающихся к месту гнездования.
Сестрорецкий Разлив является интересным в орнитологическом отношении водоёмом, но неконтролируемое размножение орнитофауны вблизи крупного города Сестрорецка создаёт проблемы и дополнительные издержки коммунального хозяйства на содержание металлических кровель зданий, контейнерных площадок, открытых стоянок водномоторных средств и лодочных кооперативов и т. д. Определённое беспокойство в последние годы вызывает распространение птичьего гриппа.
Количество особей всех видов достигает в летний период нескольких тысяч, что соизмеримо с нагрузкой птицеводческой фермы средних размеров, на которой всегда есть средства на ветеринарный и санитарно-гигиенический надзор, а также на технологическую уборку отходов производства. Этих условий нет при диком развитии фауны и флоры.

## Культурная история
Культурная история неразрывно связана с г. Сестрорецком, Курортным районом г. Санкт-Петербурга. Вклад во включение Сестрорецкого Разлива в список наследия ЮНЕСКО внесли памятный комплекс Шалаш Ленина, Сарай Ленина и Сестрорецкий оружейный завод, для которого водохранилище почти 200 лет было одним из производственных цехов.
Оператор и постановщик первого немого художественного фильма, снятого на Карельском перешейке в начале XX века, Александр Дранков выбрал Сестрорецкий разлив для съёмок одной из сцен «Понизовой Вольницы». Герой фильма, Стёпка Разин, бросает красавицу-княжну в холодную воду озера Разлив в Сестрорецке.
По акватории озера традиционно курсирует речной трамвайчик, доставляющий туристов от причала завода Воскова до остановок «Сарай» и «Шалаш».
Берега Разлива несут память о многих исторических персоналиях: С. И. Мосин, М. М. Зощенко, Н. А. Емельянов и многих других.
Территория озера имеет связь и с археологическими находками. Здесь обнаружены три стоянки первобытного человека: в п. Тарховка вблизи берега под зеркалом воды, на Зелёной горке, и на бывшей Копейкиной горе (срыта при строительстве дороги к «Шалашу»). Вблизи этой горы на покосе сотрудником Разливской школы Пахрушевым был найден каменный топор (зубило) первобытного человека. Этот экспонат (артефакт) хранится в музее Сестрорецкого инструментального завода.
Зимой акватория Сестрорецкого Разлива превращается в общественный каток площадью 12 км².
Во время Зимней войны и ВОВ на льду Разлива был военный аэродром подскока со взлётно-посадочной полосой длиной около 4 км от Тарховской улицы до Угольного острова. На Угольном острове была аэродромная база.
На акватории Сестрорецкого Разлива зимой регулярно проводятся спортивные соревнования по буерному и автомоторному спорту.
В 2002 году на берегу Сестрорецкого Разлива началось строительство храма Святых Первоверховных Апостолов Петра и Павла. Храм был открыт и торжественно освящен Святейшим Патриархом Московским и всея Руси Кириллом 11 октября 2009 года.

## Очистка Сестрорецкого Разлива
Ежегодное зарастание акватории водоёма высшей водной растительностью, ухудшение качества воды (интенсивное цветение) делают актуальной идею очистки водохранилища. Первая работа в этом направлении была начата в 1978 году разработкой проекта Гипрокоммунводоканалпроекта по углублению дна водоёма. Извлекаемый гидромеханизированно грунт должен быть уложен на территории болота, примыкающего к Белоостровской промзоне.
Для экспертизы проекта институт Озероведения АН СССР делает научно-исследовательскую работу и вывод о нецелесообразности простого углубления водоёма без полного прекращения сброса канализации в озеро.
Проводятся работы ВНИПИИ градостроительства по организации заказника «Пригородный» включающего и территорию «Сестрорецкое болото», что ограждает его от промышленного воздействия.
СИЗ им. Воскова отказывается от Сестрорецкого Разлива, который был до этого на балансе завода, и завод мог оказаться в роли Заказчика проекта, стоимость которого была большой.
Все эти факторы обоснованно послужили основанием для приостановки работ по углубке дна озера.
Существует мнение, что целью углубки водохранилища по-прежнему остаются идеи получения дополнительных площадей под строительство, цена которых самая высокая в Санкт-Петербурге, вторая идея обчистить Сестрорецкий Разлив от строительного песка, объёмы которого в затопленных дюнах значительны.
В 2007 году Водоканалом завершены работы по прокладке канализационного коллектора от г. Сертолова и п. Песочного до Северных очистных сооружений в п. Ольгине. В 2009 году 1-я очередь с основными объёмами канализационных стоков (Сертолово, очистные п. Песочный, НИИ Онкологии и ЦНИРРИ) сданы в эксплуатацию, остались незначительные объёмы второй очереди. Ожидается, что после полной ликвидации хозбытовых стоков водохранилище самостоятельно справится с процессами эвтрофирования в силу большого (десятикратный) водообмена. Увеличение объёма водохранилища за счёт его искусственной углубки уменьшит показатель водообмена и эффект самоочистки. Углубление водохранилища при обустройстве пляжа «Северный» (Детский) не оказало влияния на улучшение качества воды в целом.
Организацией, которой Законом предписано заниматься уборкой и очисткой акваторий в районах Петербурга, является ГУП «Ленводхоз».
Для очистки водохранилища проведением дноуглубительных работ использована поддержка финских коллег, а также специалистов кафедры «Техносферной безопасности» СПб государственного университета аэрокосмического приборостроения (ГУАП). Проведены предварительные исследования водоёма. Это позволит разработать проект и приступить к очистке.

Предполагается, что чистый ил на дне, это сапропель — натуральное удобрение, которое можно добывать и выгодно продавать, при этом увеличить глубину водохранилища. По словам председателя Муниципального Совета города Сестрорецка Андрея Вишневского Совет совместно с учёными ГУАП разработали программу, подали заявку на поддержку проекта соседней Финляндии, где подобные проблемы успешно решаются, и теперь ждут ответа и одобрения властей Санкт-Петербурга.

.
- Вид до выемки грунта. 2011 год.
- Намыв грунта на болотистый берег озера в Сестрорецке.
- Земснаряд на озере Разлив
- У лодочного кооператива на берегу Сестрорецкого Разлива
- Сброс воды и грязного ила с карты намыва обратно в озеро
- Вид после гидромеханизированных работ. 2013 год.

Под видом очистки озера от мусора и ила ООО «Технология» ведёт добычу песчаных грунтов притопленных береговых дюн, планируя их последующую вывозку и реализацию. Для предотвращения распространения мутности от смываемых обратно в озеро илов устанавливаются боновые ограждения. В 2012 году реализуется пилотный проект. У ООО «Технология» есть уже второй проект, по дальнейшим работам на Сестрорецком Разливе.
- 2013 год. Транспортировка земснаряда на берег Разлива
- Трубы для земснаряда
- Плавни старого камыша из которых формируется ил на дне озера
- Новая финская «технология» очистки озера
- Мусор собранный по новой технологии.

2013 год, июнь — газета «Эковахта СПб» опубликовала историю Сестрорецкого намыва на Сестрорецком Разливе.